# Болгарія на зимових Олімпійських іграх 2018
Болгарія на зимових Олімпійських іграх 2018, що проходили з 9 по 25 лютого 2018 у Пхьончхані (Південна Корея), була представлена 11 спортсменами в 2 видах спорту.

## Спортсмени
| Вид спорту   | Чоловіки | Жінки | Всього |
| ------------ | -------- | ----- | ------ |
| Біатлон      | 5        | 5     | 10     |
| Санний спорт | 1        | 0     | 1      |
| Усього       | 6        | 5     | 11     |